# Santa Flavia
Santa Flavia ist eine Stadt der Metropolitanstadt Palermo in der Region Sizilien in Italien mit 11.042 Einwohnern (Stand 31. Dezember 2023).

## Lage und Daten

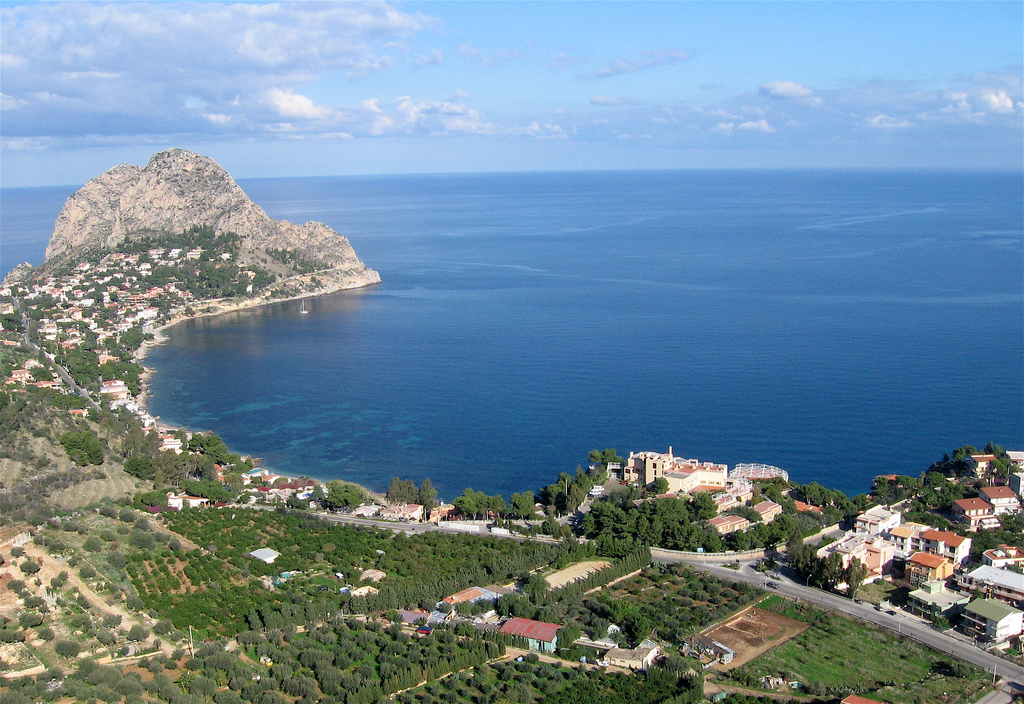
Blick auf das Kap Zafferano

Santa Flavia liegt 19 km östlich von Palermo am Tyrrhenischen Meer. Die Einwohner arbeiten in der Landwirtschaft, in der Fischerei, im Tourismus und in der Industrie.
Ortsteile sind Porticello (Fischereihafen), Sant’Elia und Solanto.
Santa Flavia ist an die Bahnstrecke Messina–Palermo angeschlossen.
Die Nachbargemeinden sind Bagheria, Casteldaccia und Misilmeri.

## Geschichte
Auf dem Gebiet der heutigen Gemeinde lag das im 4. Jahrhundert v. Chr. gegründete Solunt (lateinisch Soluntum), das im Jahre 250 v. Chr. von den Römern erobert wurde. Danach verlor die Stadt an Bedeutung.
Im 12. Jahrhundert ließ der normannische König Roger II. das Kastell von Solanto errichten, um den sich der heutige Ort entwickelte. Ende des 17. Jahrhunderts gingen Kastell und umliegendes Lehen mit den Orten  Santa Flavia, Porticello, Sant’Elia und Casteldaccia in das Eigentum der sizilianischen Adelsfamilie Filangeri über. Im Zuge des Risorgimento wurden schließlich die heutigen Gemeinden Santa Flavia und Casteldaccia gebildet, wodurch Solunt, ehemals Kern der Ansiedlung, zu einem Ortsteil von Santa Flavia wurde.

## Sehenswürdigkeiten

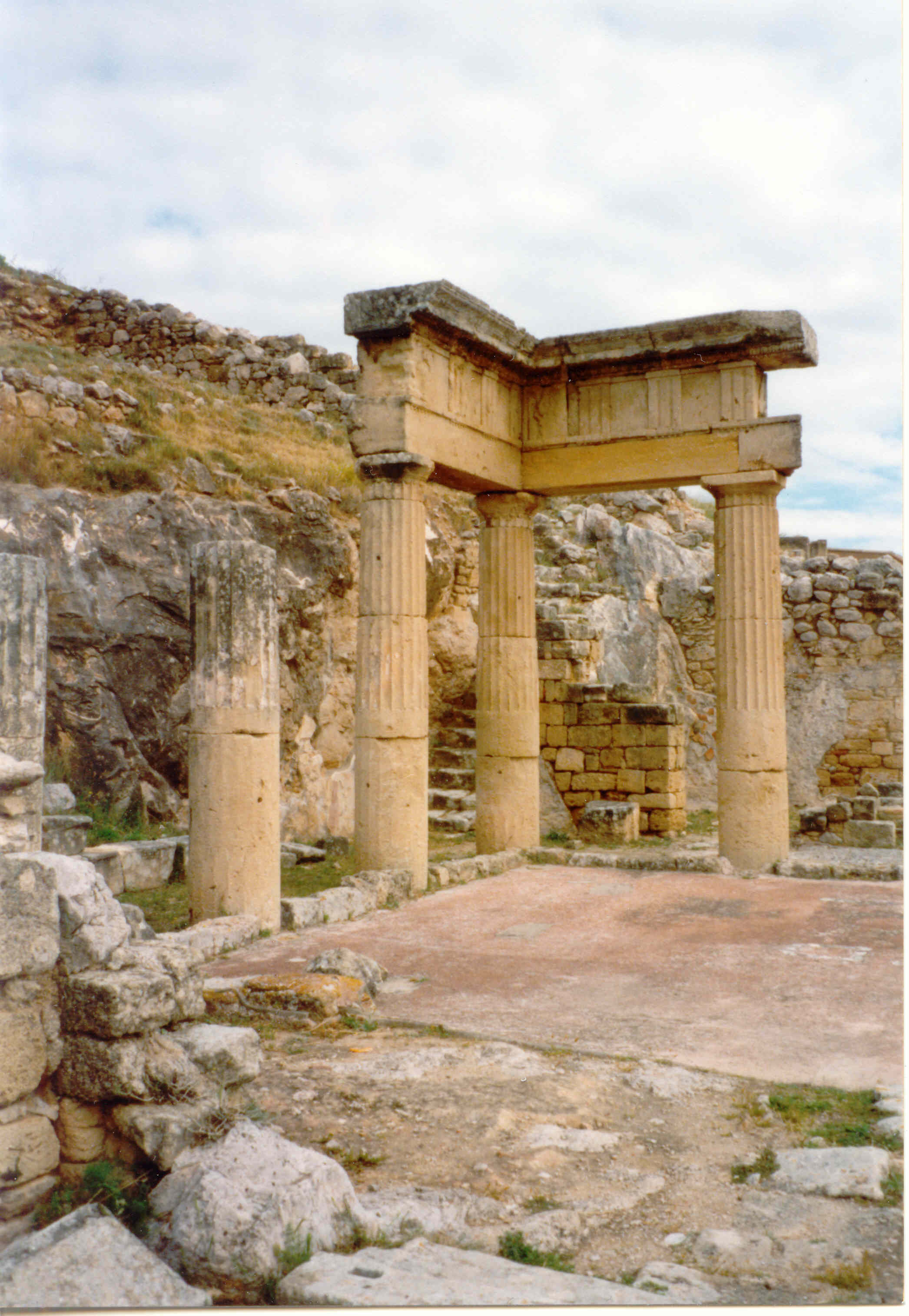
Peristylhaus in Solunto

Wie in anderen Orten der Umgebung, stehen auch in Santa Flavia mehrere Villen, die der Adel von Palermo als Sommerresidenz nutzte.

### Im Ort
- Die Pfarrkirche Sant’Anna, die am 24. Juli 1785 von Papst Pius VII. als Basilica Soluntina geweiht wurde. Sie liegt direkt neben dem Filangeri-Palast.
- Der Filangeri-Palast aus dem 18. Jahrhundert mit einem schönen Park. Das auch Villa Filangeri genannte Gebäude war Sitz der gleichnamigen Adelsfamilie und beherbergt heute das Rathaus.
- Die zwischen Santa Flavia und Bagheria gelegene Villa Filangeri di San Marco aus dem 17. Jahrhundert. Sie ist bekannter als Castello San Marco und wird heute als Hotel genutzt. Die Villa ist von einem schönen mediterranen Garten umgeben.
- Die Villa Valdina aus dem 17. Jahrhundert, mit einer Kapelle mit Fresken aus dem Jahr 1631.
- Das Villino Basile, erbaut 1874–1878 vom bekannten sizilianischen Architekten Ernesto Basile. Die Familie Basile nutzte es als Sommersitz.
- Die klassizistische Villa Spedalotto, erbaut 1784–1794 von Giuseppe Emanuele Incardona auf dem Hügel Solanto.
- Der wegen der Mischung seiner architektonischen Stile bekannte Friedhof. Er liegt zwischen Santa Flavia und Solanto.

### In der Umgebung
- Die Ausgrabungsstätten und das Antiquarium der alten Stadt Solunt mit den Resten einer typischen römischen Stadt um Christi Geburt.
- Das Capo Zafferano, ein Felskap (226 m hoch), an dessen Spitze sich ein noch aktiver Leuchtturm befindet.
- Der Borgo di Santa Nicolicchia zwischen Porticello und Sant’Elia. Hier befindet sich eine malerische Bucht mit einem kleinen Hafen. Sie ist Drehort von Agrodolce, der ersten sizilianischen Seifenoper.

## Feste
- Der 26. Juli ist Sant’Anna, der Schutzheiligen von Santa Flavia, gewidmet.
- Am 28. September ehrt man die Madonna Addolorata. Sie ist die Schutzheilige der Fischer von Sant’Elia.
- Die Fischer von Porticello ehren vom 4. bis 6. Oktober ihre Schutzheilige, die Madonna del Lume.
- Seit einigen Jahren findet im Herbst das Solunto-Film-Festival statt.